# Isabel Villaseñor
Isabel „Chabela“ Villaseñor (* 18. Mai 1909 in Guadalajara; † 13. März 1953 in Mexiko-Stadt) war eine mexikanische Bildhauerin, Malerin und Grafikerin.

## Biografie
Villaseñor lernte von 1928 bis 1930 Bildhauerei am Centro Popular de Pintura „Santiago Rebull“ in Mexiko-Stadt, das von Gabriel Fernández Ledesma geleitet wurde. Ein Jahr malte sie in Hidalgo ein Wandbild und stellte im gleichen Jahr auch in der mexikanischen Nationalbibliothek an der Universidad Nacional Autónoma de México sowie gemeinsam mit der Gruppe revolutionärer Maler „30-30“ aus. Ihre Skulpturen sind aus Metall und Holz gefertigt. Der Tod ihres Sohnes im Jahr 1934 schlug sich auch in ihren Arbeiten nieder. Später gebar sie noch eine Tochter namens Olinca. Villaseñor selbst starb an einem Infarkt.